# مسجد جامع سبزوار
مسجد جامع سبزوار یکی از قدیمی‌ترین مساجد سبزوار است که در دورهٔ سربداران ساخته شده است.

## مشخصات بنا
مسجد جامع سبزوار با مساحتی حدود چهار هزار متر مربع مشتمل بر ایوانهای قبله، شمالی، صحن، شبستان و رواق در حاشیهٔ جنوبی خیابان بیهق این شهر واقع است. در ضلع جنوبی ایوان قبله محراب قرار دارد بر بالای آن کتیبه‌ای به تاریخ ۱۲۹۲ ه‍.ق و بر راس این ایوان دو مناره آجری دیده می‌شود. در طرفین این قسمت شبستان‌های با طاق ضربی بلند همزمان با بنای ایوان جنوبی ایجاد شده است. در دالان سمت شرقی ایوان شمالی مسجد کتیبه‌هایی به صورت سنگ نوشته از دوران صفویه با تاریخ‌های ۹۷۹ و ۱۱۳۶ ه‍.ق دربارهٔ مراعات سکنه سبزوار و دستوری از شاه طهماسب صفوی ثبت می‌باشد. از عمده تزیینات مسجد جامع سبزوار کاشی هفت رنگ و کاشیکاری خشتی است. این بنا ویژگی‌های معماری سده هشتم هجری را نشان می‌دهد.

## بازسازی سردر
در دوره رضاشاه سردر این مسجد پس از پاره‌ای تغییرات در ساختار شهر و خیابان بیهق خراب شد و سپس به دست سید محمد اشراقی، از معماران شهر، بازسازی شد.

## شبستان شرقی
شبستان شرقی مسجد جامع سبزوار، سال ۱۳۸۵ قمری برابر با ۱۳۴۴ خورشیدی، به همت میرزا حسین فقیه سبزواری و با مشارکت مالی میرزا حسین خان غنی ساخته شده است. بر کتیبه ای از کاشی که بالای در ورودی شبستان شرقی نصب شده، به خط نستعلیق نوشته شده:
- «این شبستان به خرج میرزا حسین خان غنی و به سعی آیت اللّه میرزا حسین فقیه سبزواری در شوال ۱۳۸۵ هـ ق برابر با ۱۳۴۴ هـ ش بازسازی شده است».[۸]

در خفنک در وسط شبستان که تماماً مزین به کاشی است این عبارت با خط درشت نستعلیق کاشی سفید بر زمینه لاجوردی نوشته شده:
- «(بسمه تعالی بانی معظم مرحوم حسینخان غنی به سعی حضرت آیت‌الله العظمی آقای حاج میرزا حسین فقیه سبزواری در سال ۱۳۸۵ قمری با تمام رسید)».

و در زیر این عبارت با خط نستعلیق ریز مرقوم شده:
- «(به قلم حاج محمد حسن رضوان کتیبه نویس آستان قدس رضوی و به کاشی پزی استاد محمود معاونی)».

و در همین خفنک با خط نستعلیق درشت در دو قسمت نوشته شده:
- «عجلوا بالصلوه قبل الفوت و عجلوا بالتوبه قبل الموت».[۹]

سید علینقی امین نیز در مقاله ای زیر عنوان؛ مساجد و مدارس سبزوار؛ نوشته است:
- «در سال‌های اخیر به اقدام میرزا حسین فقیه سبزواری که از مراجع تقلید و اساتید و مشایخ اجازهٔ اینجانب و ساکن مشهد بود شبستان‌های شرقی مساجد جامع تجدید بنا وبه نحو مطلوبی ساختمان شد».[۱۰]

## نگارخانه

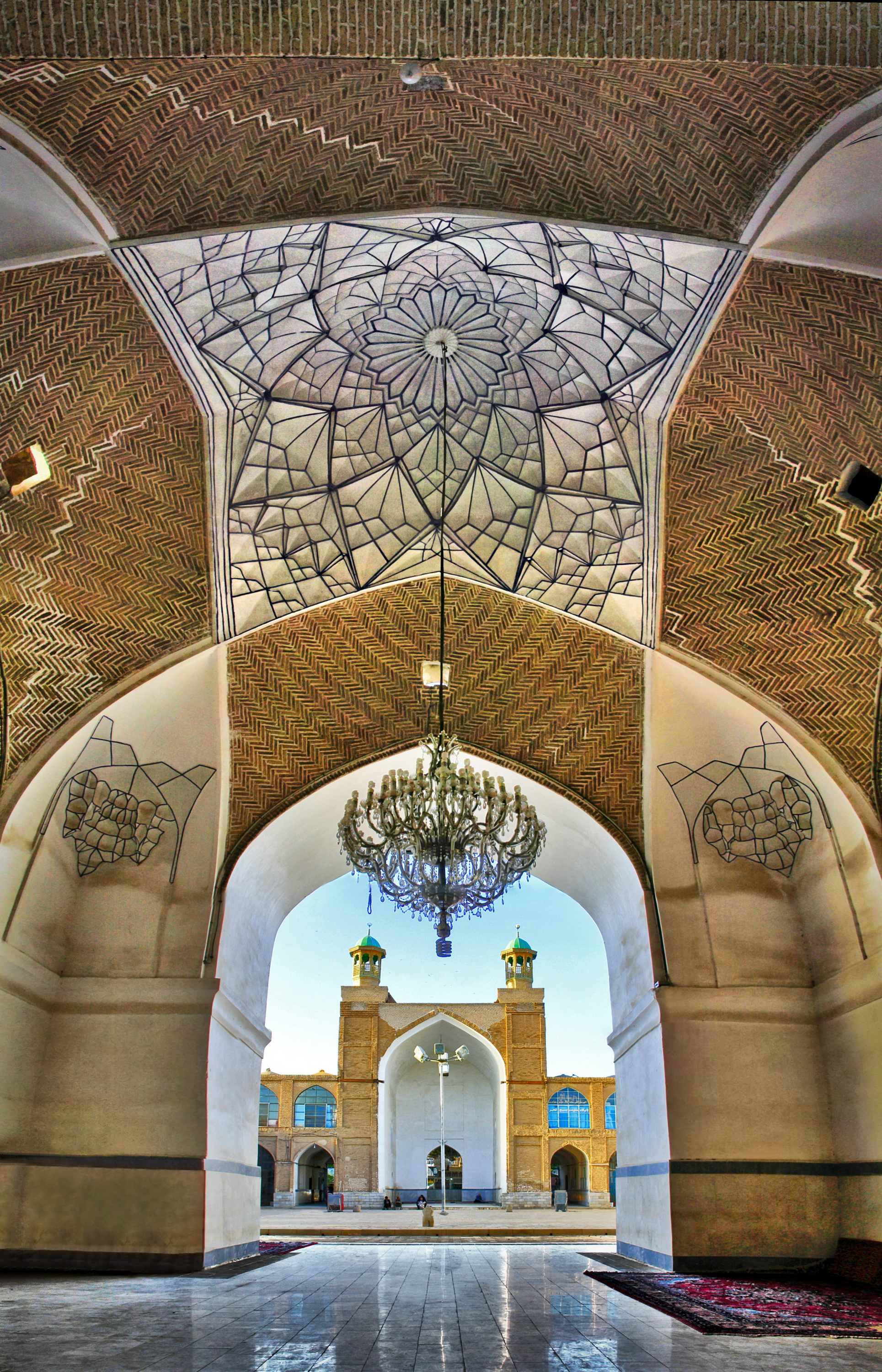
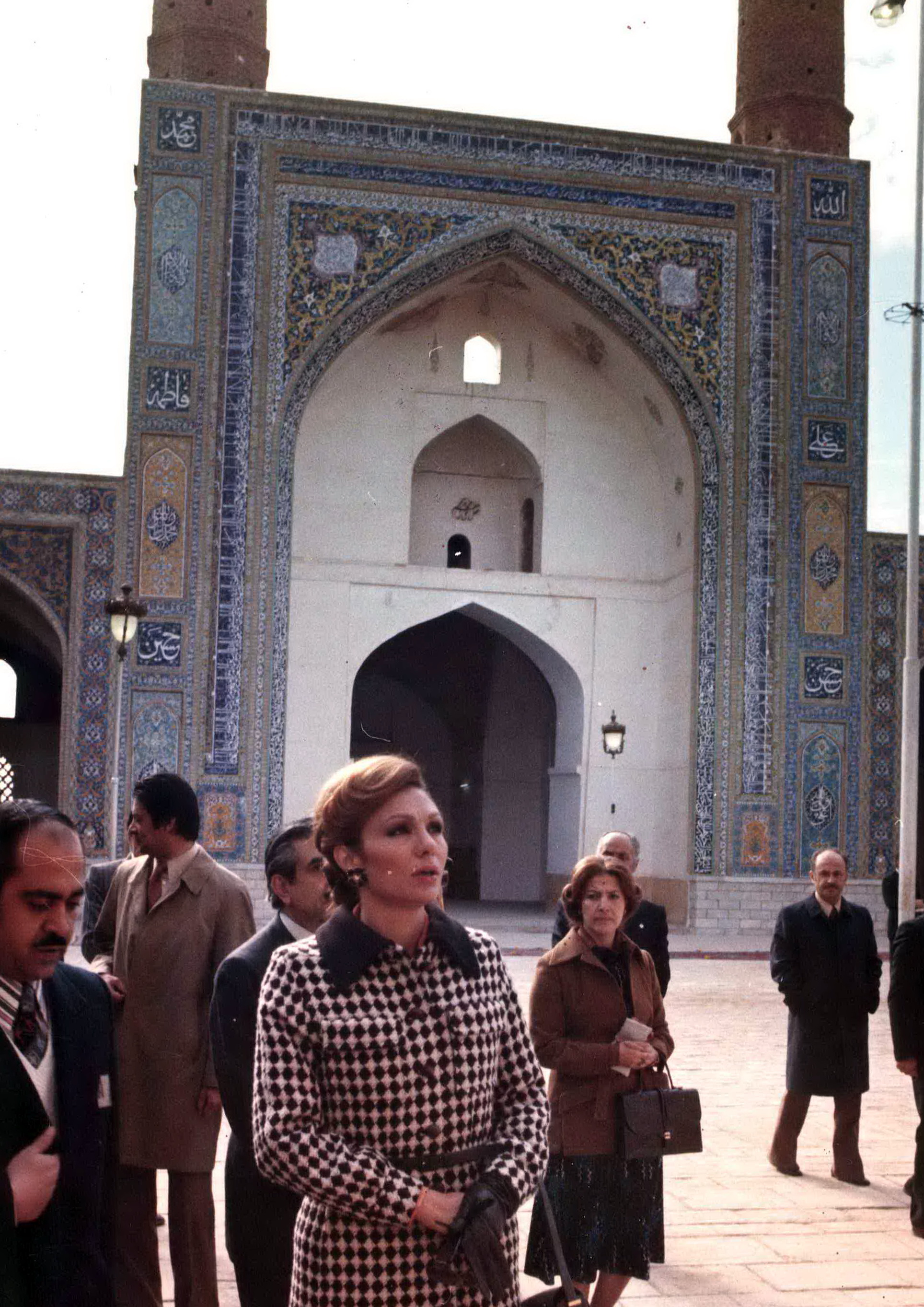
فرح پهلوی در مسجد جامع سبزوار، ۱۳۵۳/۹/۹
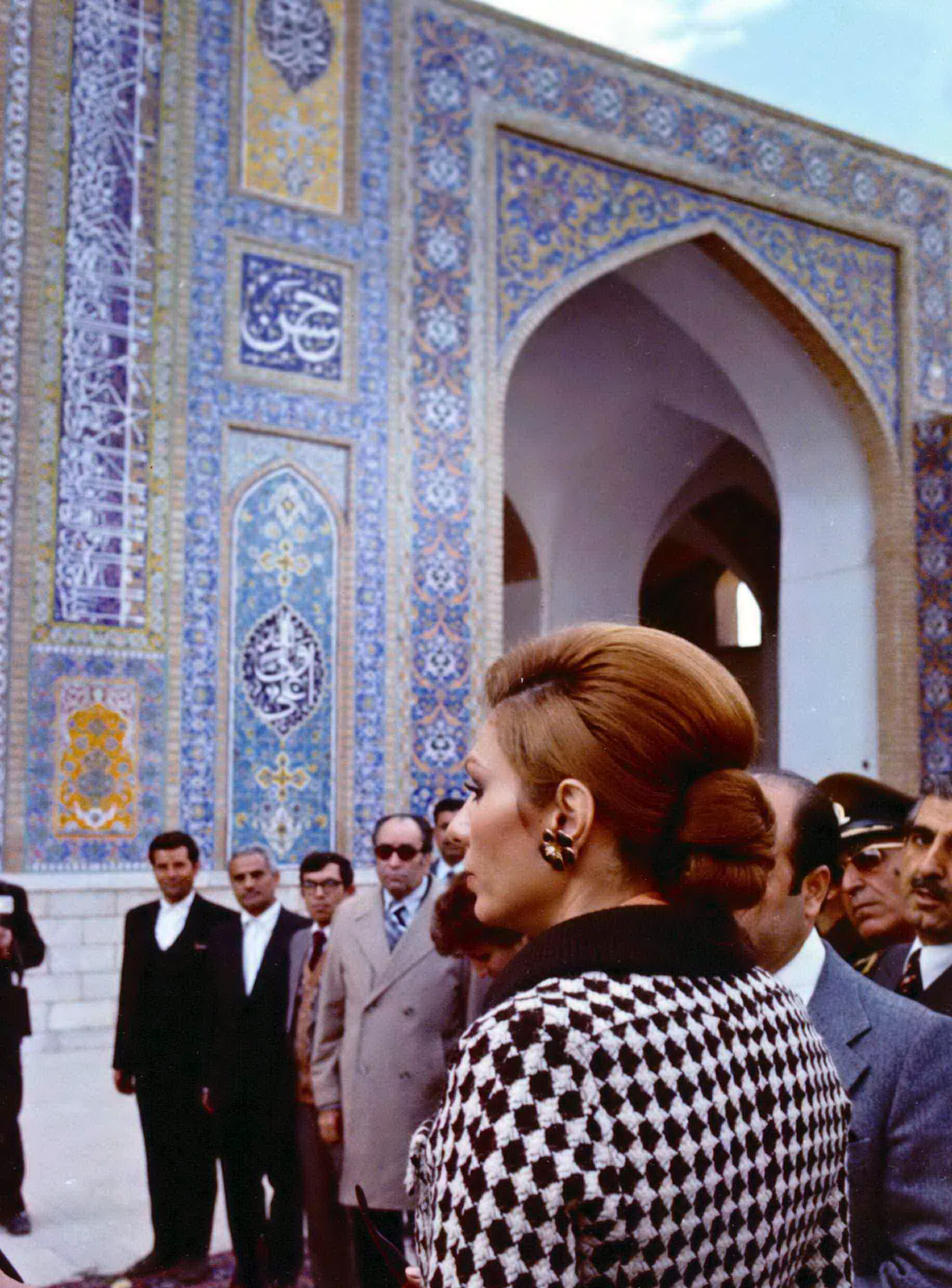
فرح پهلوی در مسجد جامع سبزوار
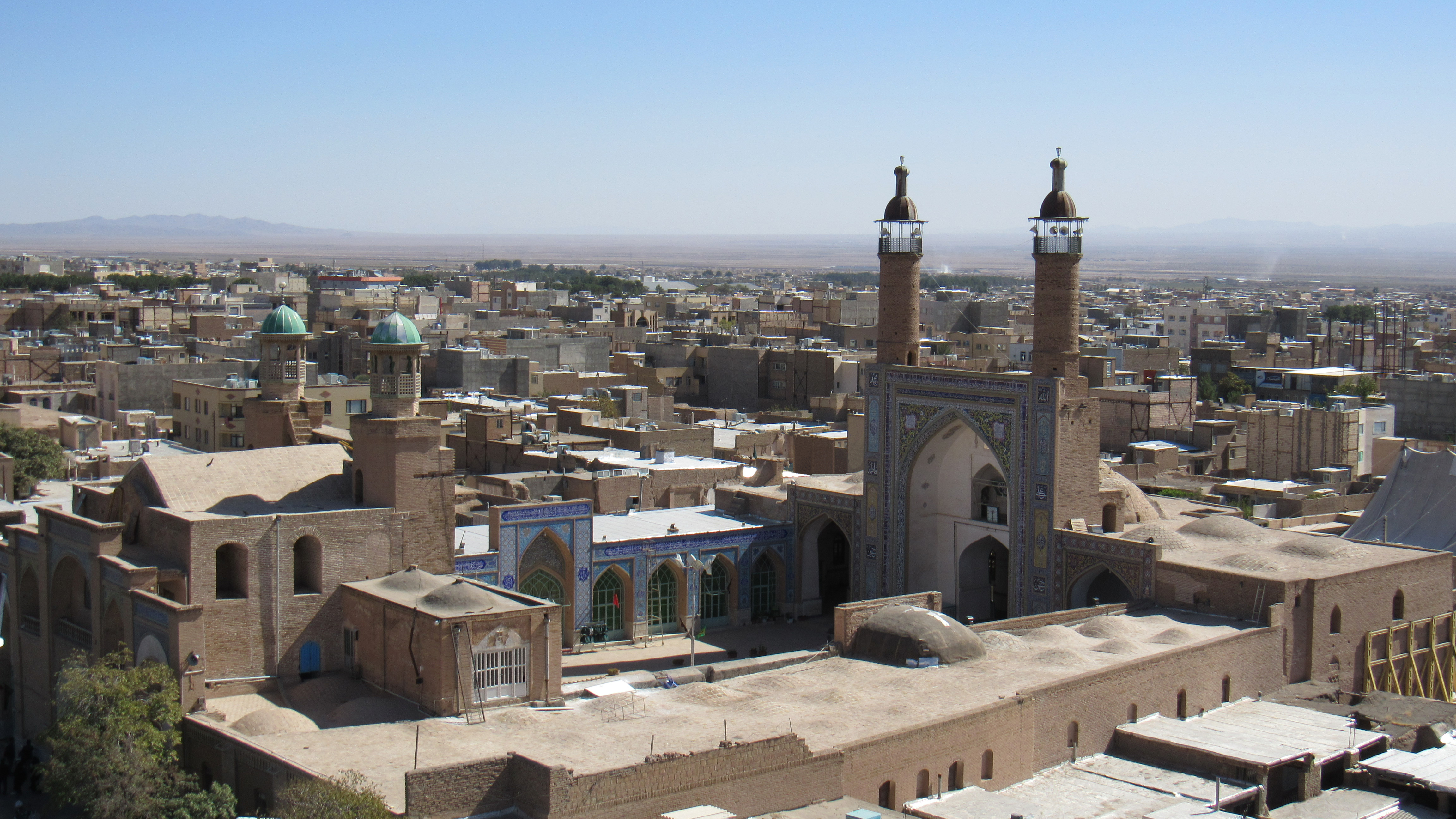
نمای کلی مسجد جامع از مناره امامزاده یحیی
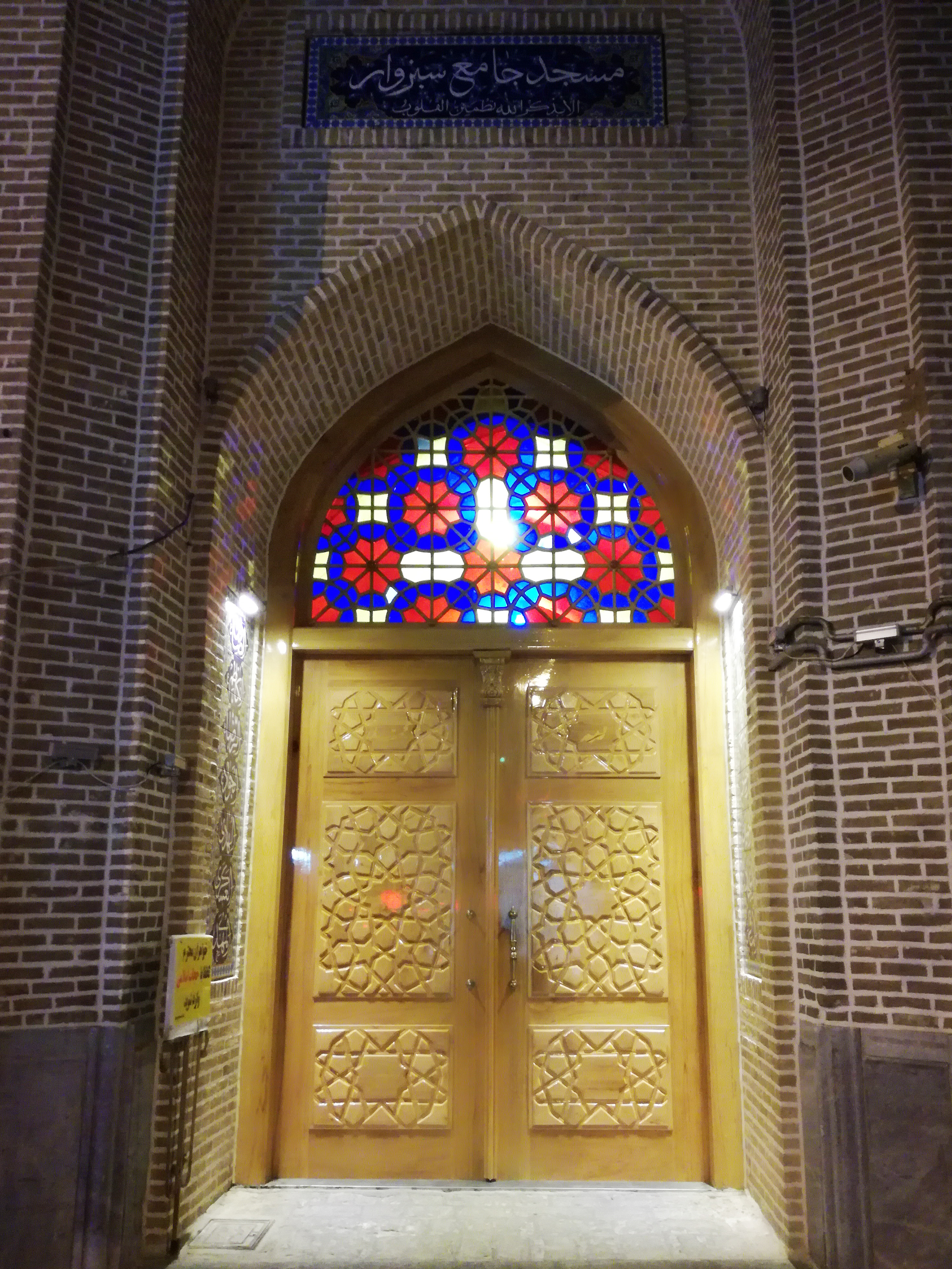
یکی از دو ورودی شمالی مسجد